# ヒネウキ
ヒネウキ（Hineuki、Hinakeʻuki）は、ハワイの貴族で、クコホウの妻としてハワイ島の首長となった女性。彼女の名前は、古代ハワイの宗教で最も重要な女神の一人である、ヒナに由来している。 

## 生涯
ヒネウキはクコホウの半血姉妹だったが、ハワイの首長の習わしにより、ヒネウキとクコホウの近親交配は神聖なものと考えられていた。 息子はカニウフで、孫はカメハメハ1世の祖先となったカニパフである。